# Scheduler di rete

Packets queuing in a FIFO data structure.

Uno scheduler di rete (in inglese network scheduler o packet scheduler), è un programma che gestisce la sequenza di pacchetti di rete in una coda di trasmissione/ricezione di una scheda di rete. Esistono più scheduler disponibili per differenti kernel e che implementano differenti algoritmi di scheduling.

## Algoritmi di scheduling
Col passare del tempo, sono stati ideati e sviluppati diversi algoritmi di scheduling di rete. Molti di questi sono stati implementati come Loadable Kernel Module e sono disponibili gratuitamente:
- AVQ (Adaptive Virtual Queue)[2]
- CBQ (Class-based queueing)
- CHOKe (CHOose and Keep for responsive flows, CHOose and Kill for unresponsive flows) variante dell'algoritmo RED (vedi sotto)
- CoDel (Controlled Delay) e Fair Queue CoDel
- Credit-based fair queueing
- DRR (Deficit round robin) e DWRR, scritto da Patrick McHardy per il kernel Linux[3] e rilasciato sotto GNU General Public License
- HFSC (Hierarchical Fair Service Curve)
- NETEM Network emulator[4]
- HTB (Hierarchy Token Bucket)[5]
- QFQ (Quick Fair Queueing)[6]
- FQ (Fair queueing) and WFQ (Weighted fair queueing)
- pkt_sched: fq: Fair Queue packet scheduler[7]
- RED (Random early detection) e le varianti ARED, GRED, RRED (Robust random early detection) WRED (Weighted random early detection)
- SFB (Stochastic Fair Blue) e la variante Resilient SFB
- SFQ (Stochastic Fairness Queueing)[8]
- TBF (Token Bucket Filter)[9]
- TEQL (Trivial Link Equalizer)
- RR (Round-robin) e WRR (Weighted round robin)
- PIE (Proportional integral controller enhanced)[10]
- HFF (Heavy-hitter filter)[11]